# Krukowiec (rejon samborski)
Krukowiec (ukr. Круковець) – wieś na Ukrainie w rejonie samborskim obwodu lwowskiego.

## Historia
Pod koniec XIX w. przysiółek wsi Koniuszki Tuligłowskie.